# Liste des cardinaux créés au XXe siècle
Liste des cardinaux créés au XXe siècle :
- Cardinaux créés par Léon XIII (1878-1903) : 17 dans 2 consistoires[1] ;
- Cardinaux créés par Pie X (1903-1914) : 50 dans 7 consistoires dont le futur pape Benoît XV ;
- Cardinaux créés par Benoît XV (1914-1922) : 32 dans 5 consistoires dont le futur pape Pie XI ;
- Cardinaux créés par Pie XI (1922-1939) : 76 dans 17 consistoires dont le futur pape Pie XII ;
- Cardinaux créés par Pie XII (1939-1958) : 56 dans 2 consistoires dont le futur pape Jean XXIII ;
- Cardinaux créés par Jean XXIII (1958-1963) : 52 dans 5 consistoires dont le futur pape Paul VI ;
- Cardinaux créés par Paul VI (1963-1978) : 143 dans 6 consistoires dont les futurs papes Jean-Paul Ier, Jean-Paul II et Benoît XVI ;
- Aucun cardinal créé par Jean-Paul Ier (1978) ;
- Cardinaux créés par Jean-Paul II (1978-2005) : 159 dans 7 consistoires[2].
- Au total : 585 cardinaux créés au XXe siècle.